# Database of Interacting Proteins
Il Database of Interacting Proteins, in sigla DIP (in italiano: Base di dati delle proteine interagenti) cataloga le interazioni tra proteine determinate sperimentalmente.
Combina l'informazione di una serie di risorse per creare un singolo e consistente insieme di interazioni proteina-proteina.
I dati memorizzati sono trattati sia manualmente da esperti che in modo automatico, con approcci computazionali che utilizzano la conoscenza sulle reti di interazioni proteina-proteina estratte dai dati più affidabili della base di dati stessa.
DIP è curata dal gruppo di ricerca di David Eisenberg alla UCLA.
DIP è membro dell'International Molecular Exchange Consortium (IMEx), un gruppo dei più grandi fornitori pubblici di dati sulle interazioni.
Altre basi di dati che partecipano al DIP sono: IntAct, MINT, MPact, e BioGRID.
Tutte le basi di dati di IMEx lavorano insieme per prevenire duplicazioni, durante la raccolta dei dati e per evitare la sovrapposizione di risorse.